# Oetzsch

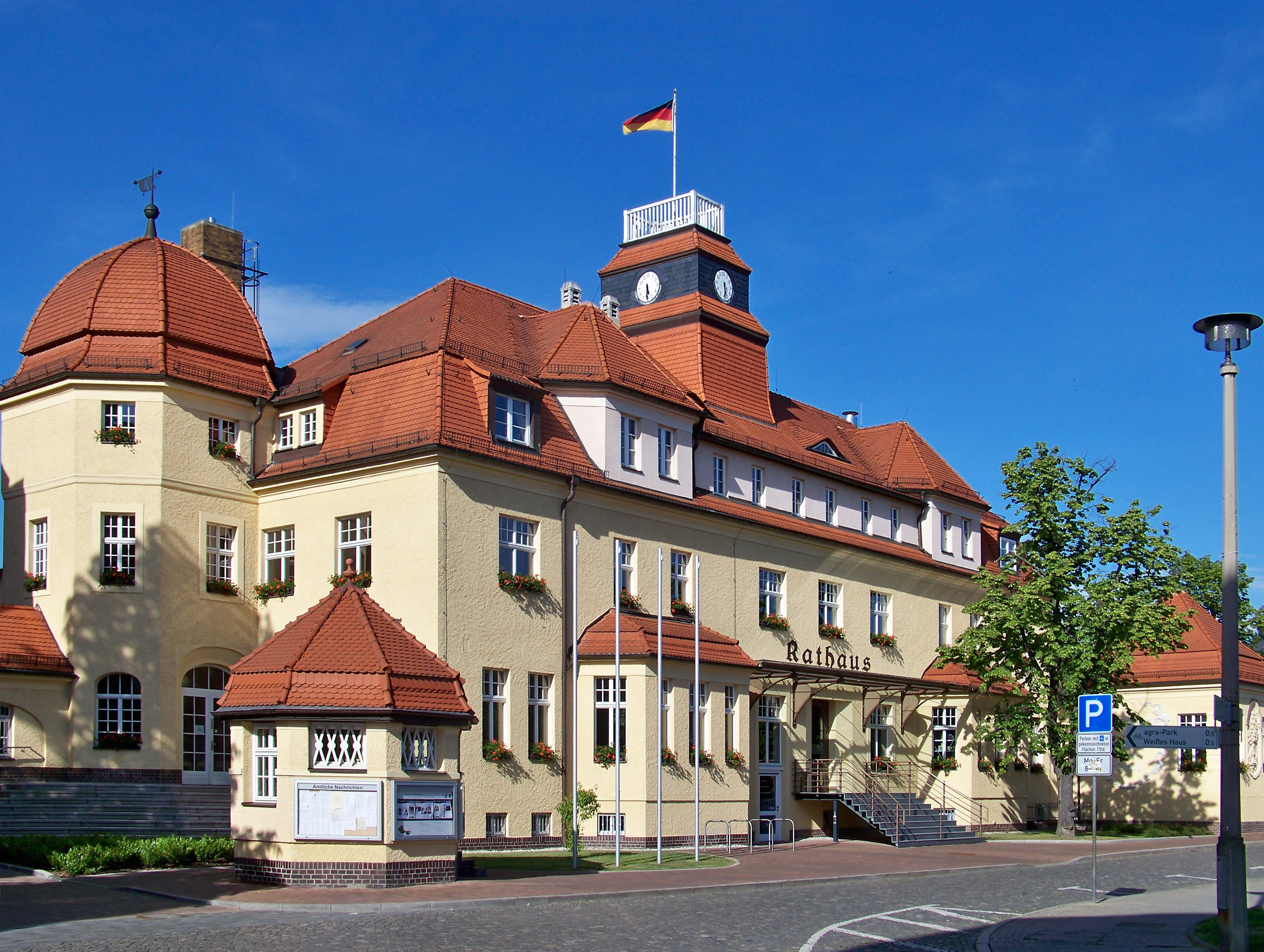
Das Markkleeberger Rathaus in Oetzsch

Oetzsch war eine ehemals selbständige Gemeinde südlich von Leipzig und ist seit deren Gründung 1934 ein Ortsteil der Stadt Markkleeberg im Landkreis Leipzig. Es wird seitdem  meist nur noch als Markkleeberg-Mitte bezeichnet.

## Lage und Ortstypik

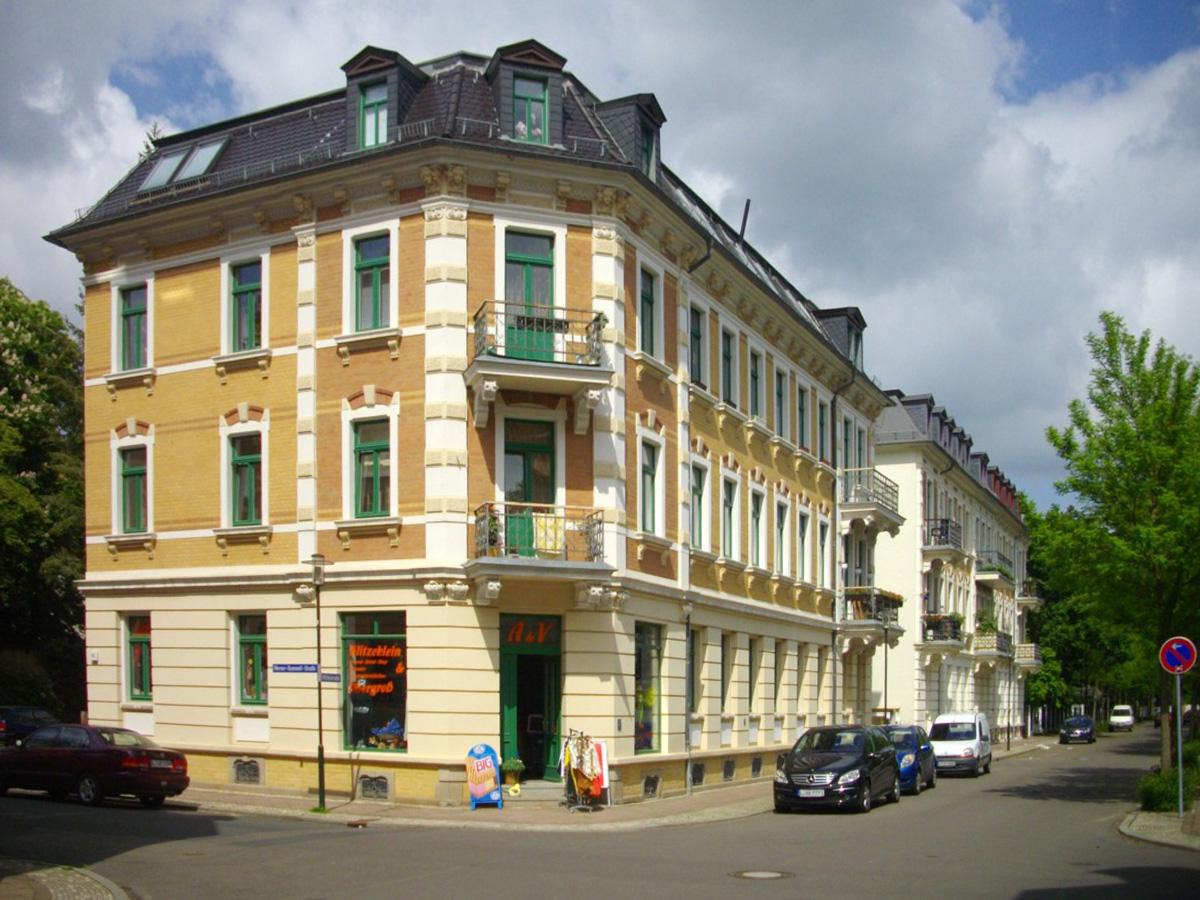
Gründerzeithäuser in Oetzsch

Oetzsch ist der zentral gelegene Ortsteil von Markkleeberg. Er wird von Norden beginnend im Uhrzeigersinn umgeben von Raschwitz, Leipzig-Dölitz, Markkleeberg-Ost, Großstädteln, Gautzsch und Leipzig-Connewitz.
Oetzsch liegt an der Pleiße und wird von Nord nach Süd von der Trasse der Bahnstrecke Leipzig–Hof durchlaufen, an der der Ort den Haltepunkt Markkleeberg besitzt. Seit 2013 halten dort drei Linien der S-Bahn Mitteldeutschland, sodass ein dichtes Angebot in die Leipziger Innenstadt und das Umland besteht. Die Straßenbahnverbindung von Leipzig-Connewitz über Oetzsch nach Gautzsch („Markkleeberg-West“) wurde hingegen eingestellt und bereits teilweise demontiert.
In Oetzsch sind im Gegensatz zu anderen Markkleeberger Ortsteilen zahlreiche Straßen in geschlossener Bauweise bzw. Blockbebauung bebaut. Durch diese Gründerzeitbebauung mit mehrstöckigen Mietshäusern, die dank umfangreicher Sanierungsarbeiten nach der Wende aufgewertet wurden,  entsteht ein städtischer Eindruck. Er unterstreicht zusammen mit dem Rathaus und mit Einkaufsmöglichkeiten die Bedeutung Oetzschs als innerstädtisches Zentrum.

## Geschichte

Oetzsch auf einer Karte von 1876

Der gleiche Kartenausschnitt 1907

Oetzsch geht dem Namen nach offensichtlich auf eine slawische Gründung zurück. 1316 wurde es als Euschiz erstmals schriftlich erwähnt. Die ehemals als Sackgasse endende Dorfstraße belegt zwar formal den Charakter eines Sackgassendorfes, ihr kreisförmiger Verlauf lässt aber auf einen früheren Rundling östlich der damaligen Jungfernlache schließen, einem ehemaligen Nebenarm der Pleiße. 
Die Grundherrschaft über das aus neun Höfen bestehende Dorf besaß das südlich von Oetzsch gelegene Rittergut Großstädteln. Sie wurde erstmals 1551 schriftlich fixiert und blieb bis 1835 bestehen. Kirchlich gehörte Oetzsch zu Gautzsch, so dass auch die Oetzscher Kinder zunächst in die Gautzscher Schule gingen, die seit 1578 bestand. Bereits 1690 wurde in Oetzsch eine Schänke erwähnt, die 1744 umgebaut wurde und „Zur grünen Linde“ hieß. Oetzsch lag bis 1856 im kursächsischen bzw. königlich-sächsischen Kreisamt Leipzig. Ab 1856 gehörte der Ort zum Gerichtsamt Leipzig II und ab 1875 zur Amtshauptmannschaft Leipzig.
Am 19. September 1842 fuhr der erste Zug der Sächsisch-Bayerischen Eisenbahn auf der Strecke nach Altenburg über Oetzscher Flur, aber erst 1889 erhielt Oetzsch einen Haltepunkt an dieser Strecke.
1864 schloss sich Oetzsch mit Raschwitz zusammen, das zu diesem Zeitpunkt 30 Einwohner hatte. Auch die Entwicklung der Einwohnerzahl von Oetzsch war bis zu dieser Zeit stockend verlaufen. 1764 gab es  immer noch nur neun Höfe im Dorf. 1834 zählte Oetzsch 88 Einwohner, und 1871 waren es 196. Etwa 40 Jahre später, im Jahr 1910, hatte Oetzsch aber schon 4.785 Einwohner. Diese mehr als zwanzigfache Zunahme war auf die starke Industrialisierung im nahen Leipzig, aber auch von Oetzsch und seiner Nachbarorte zurückzuführen. Sie wird auch im Vergleich der beiden Kartenausschnitte klar. 1885 erhielt Oetzsch die erste Schule, 1897 eine weitere.
Obwohl immer noch Landgemeinde, nahm Oetzsch einen städtischen Charakter an. 1897 wurde der Ort an das Leipziger Gasnetz angeschlossen, ab 1902 erschien ein Lokalblatt, die „Oetzscher Zeitung“, und am 16. Mai 1902 wurde die Straßenbahnverbindung nach Leipzig eröffnet („Sternbahn“). 1902 wurde der Wasserturm errichtet, 1904/05 erhielt der Haltepunkt Oetzsch ein Bahnhofsgebäude, und 1911 erfolgte der Anschluss des Ortes an das Elektrizitätsnetz.
Im Hinblick auf eine mögliche Vorherrschaft bei einer Stadtgründung schlossen sich Oetzsch und das Dorf Markkleeberg 1915 zur Gemeinde Oetzsch-Markkleeberg zusammen. Der 1911 neuerbaute Gasthof zur Linde wurde 1921 zum Rathaus umgebaut. Bei der Vereinigung von Oetzsch-Markkleeberg und Gautzsch im Jahre 1934 entstand die neue Stadt Markkleeberg. Damit wurde dem Namen des kleineren Ortsteils der Vorzug gegeben, was auf die Germanisierungsbestrebungen der NS-Machthaber zurückzuführen war. Es war die erste Stadterhebung im Dritten Reich.

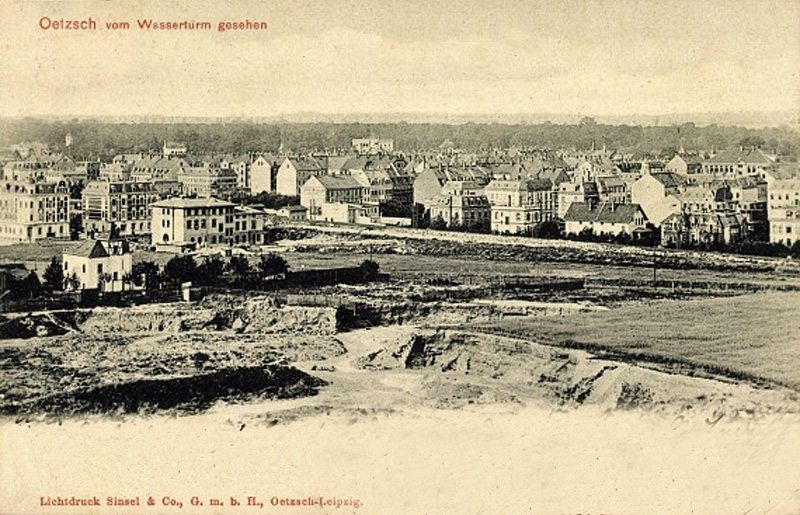
Oetzsch 1905 vom Wasserturm aus
Die Schulen in Oetzsch
Oetzscher Motive um 1910
Die Turnhalle
Die „Linde“ nach ihrem Umbau 1911

## Sehenswürdigkeiten

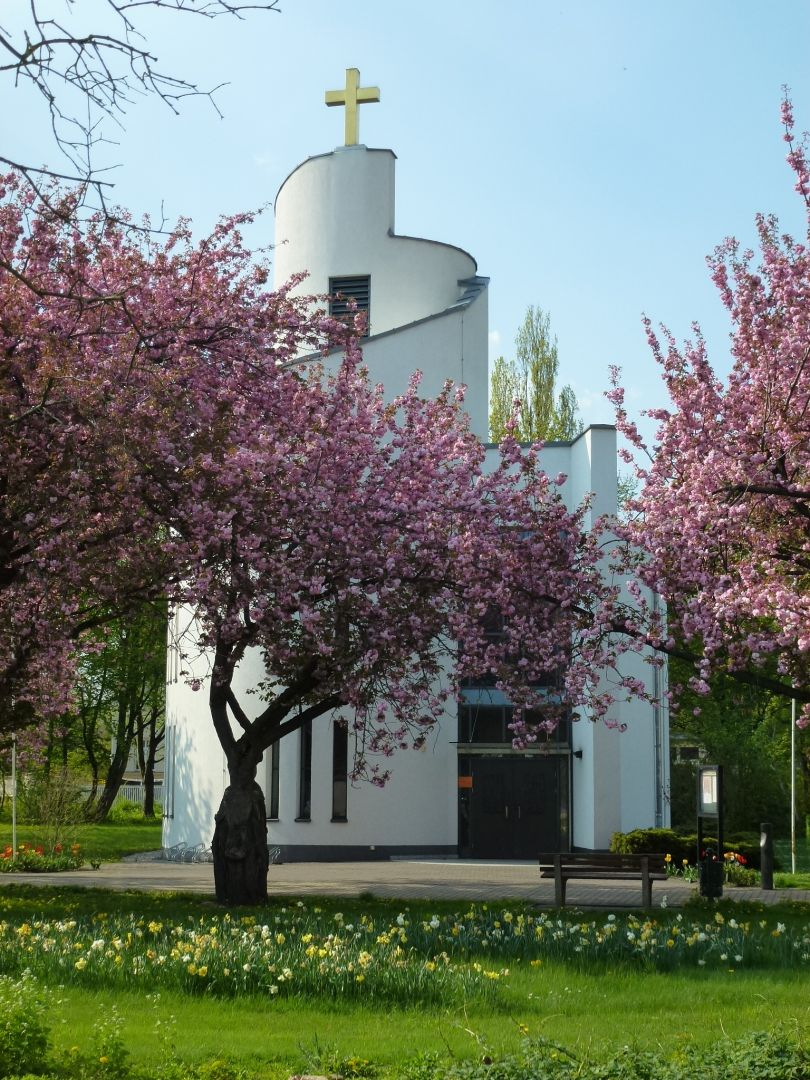
Kirche St. Peter und Paul
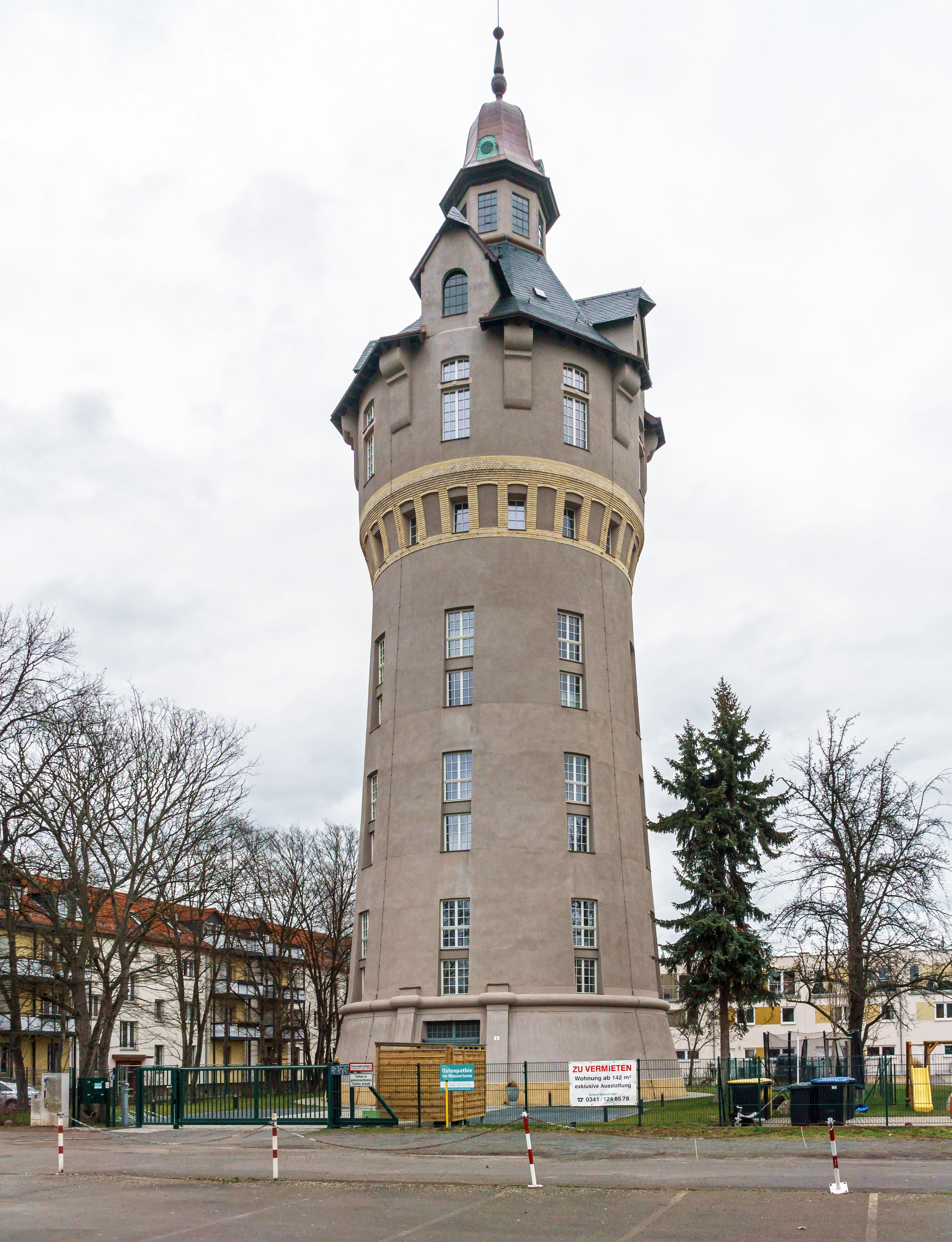
Bewohnter Wasserturm

Da es in Oetzsch weder ein Rittergut noch eine Kirche gab, sind historische Sehenswürdigkeiten kaum vorhanden. Allerdings besitzt das Rathaus eine gewisse Attraktivität. Der in wesentlichen Zügen erhaltene Bau von 1911 des damaligen Gasthofs zur Linde des Architekten Heinrich Mossdorf beherbergt nicht nur Verwaltungsräume, sondern stellt mit zwei Veranstaltungssälen und der Gaststätte Ratskeller auch ein gewisses kulturelles Zentrum dar. Im großen Lindensaal mit 360 Plätzen spielt u. a. regelmäßig das Leipziger Symphonieorchester.
Nach der Stadtgründung Markkleebergs sind auf dem Territorium Oetzschs hinzugekommen:
- Das Gebäude der katholischen Kirche St. Peter und Paul von 2001 ist in Form einer Schriftrolle gestaltet. Altar und Ambo stammen von dem Leipziger Bildhauer Markus Gläser.[3]
- 2014 wurden in den seit 1950 nicht mehr benutzen Wasserturm vier Wohnungen eingebaut.[4]
- Das ehemalige Bahnhofsgebäude wurde 2015/2016 restauriert, für Dienstleistungseinrichtungen ausgebaut und um ein Sportbad erweitert.[5]

## Persönlichkeiten
- Hans Hofmann (1867–1933), Kantor der Universitätskirche St. Pauli in Leipzig, wohnte von 1910 bis 1933 in Oetzsch
- Marie Gey-Heinze (1881–1908), Malerin, wohnte in Oetzsch
- Marcel Nicolas (1901–1983), Statistiker und Hochschullehrer, geboren in Oetzsch
- Momme Mommsen (1907–2001), Literaturwissenschaftler, wurde in der Auenstraße 6 geboren[6]
- Axel Stern (1912–unbekannt), emigrierter Philosoph
- Alexander Arendt (1921–1986), Mediziner, geboren in Oetzsch
- Hannes Kästner (1929–1993), Organist, geboren in Oetzsch

## Trivia
Oetzsch ist Bestandteil des sächsischen Spruches „Borne, Beesche, Budabest, Eetsch, Gautsch, Rom“ (Borna, Pegau, Budapest, Oetzsch, Gautzsch, Rom), mit dem in der Leipziger Gegend ein besonders sinnloser Umweg kommentiert wird.